# Ashera
Ashera é um animal de caráter híbrido felino criado pela empresa "Lifestyle Pets" do ramo de biotecnologia.
Mistura de serval, gato-leopardo e gato doméstico, o Ashera é um animal exótico, raro. Pode chegar até aos 15 kg. Sociáveis, totalmente domesticáveis, muito inteligentes, se dão bem com adultos e crianças, como todo gato de estimação exige cuidados básicos (contando que tenha o conforto), acontece que muitos donos os mimam mais que o normal, julgando pelo preço alto do animal que é vendido por US$ 22 mil dólares, alguns como o Ashera GD (antialérgico) custam até US$ 28 mil dólares.
A autenticidade desse animal foi contestada pois exames de DNA mostraram-no igual à raça Savanah, uma cruza já existente entre gatos domésticos e leopardos asiáticos.